# 다마키 후미야
다마키 후미야(일본어: 玉城 史也, 1993년 7월 23일 ~ )는 일본의 축구 선수이다.

## 구단 경력
그는 2016년부터 2017년까지 J리그의 카마타마레 사누키에서 활동하였다.